# Hans Olav Tungesvik
Hans Olav Tungesvik (* 22. Mai 1936 in Skånevik; † 16. Juni 2017 in Bergen) war ein norwegischer Psychologe und Politiker (Kristelig Folkeparti) (KrF). 

## Leben
Hans Olav Tungesvik wurde 1936 als Sohn des Lehrers Olav Tungesvik (1879–1965) und seiner Frau Mette Nervik (1898–1981) in Skånevik, heute der Kommune Etne zugehörig, geboren.
Tungesvik studierte bis 1964 Medizin an der Universität Oslo und arbeitete anschließend als Arzt. Später spezialisierte er sich auf Psychologie. Für die Kristelig Folkeparti wurde er ins Storting gewählt, wo er von 1977 bis 1985 seine Heimatprovinz Hordaland vertrat. Zwischen 1965 und 1970 war er Vorsitzender der Noregs Mållag. Im Jahre 2001 wurde ihm der Menschenrechtspreis Livsvernprisen verliehen und 2007 erhielt er die Verdienstmedaille des Königs in Gold.
Sein Sohn ist der norwegische Politiker Steinulf Tungesvik (* 1965).
Tungesvik starb am 16. Juni 2017 bei einem Straßenverkehrsunfall in Bergen im Alter von 81 Jahren.